# Кудиново (сельцо)
Кудиново — бывшее сельцо Серпуховско-Боровского княжества, родина святого Пафнутия Боровского, расположенное на берегу реки Алешня.

## История
В 1394 году здесь (в Кудиновской веси) «в четырёх поприщах» от Боровска родился православный святой и монах Пафнутий Боровский (в миру Парфений), основатель Боровского монастыря.
Вотчинное сельцо принадлежало его родителям, а до этого деду — новокрещенному татарскому баскаку Мартыну, принявшего веру под страхом смерти.
Cельцо запустело в Смутное время и больше не восстанавливалось.
В конце XVII века здесь была пустошь Садилова, что прежде принадлежала можайским ямщикам, у дороги Боровск — Малоярославец.
В 1916 году к Крестовоздвиженскому храму была приписана часовня во имя преподобного Пафнутия Боровского на месте сельца Кудиново. Часовня была разрушена во время боёв 1941—1942 годов.
В наше время на месте сельца сохранились остатки фундамента часовни и источник, сооружен поклонный крест.